# Mohrenstraße (metrostation)
Mohrenstraße is een station van de metro van Berlijn, gelegen onder de gelijknamige straat en de Wilhelmplatz in Berlin-Mitte, ten oosten van de kruising met de Wilhelmstraße. Het metrostation opende op 1 oktober 1908, toen het stamtracé van de Berlijnse metro verlengd werd naar het stadscentrum. Het station heette aanvankelijk Kaiserhof, wisselde meerdere malen van naam en is tegenwoordig onderdeel van lijn U2.
Station Mohrenstraße beschikt over een eilandperron en ligt direct onder het straatniveau. Oorspronkelijk zou het metrostation naar het bovenliggende plein genoemd worden, maar twee jaar voor de ingebruikname was er in Charlottenburg reeds een station Wilhelmplatz (nu Richard-Wagner-Platz) geopend. Men besloot daarop het station naar Hotel Kaiserhof te noemen. Vanwege het statige karakter van de wijk met grote hotels en diverse ministeries besteedde architect Alfred Grenander bijzondere aandacht aan de inrichting van het station. De ingangen kregen rijk gedecoreerde portalen en de wanden van de perronhal werden bekleed met witte en zwarte tegels.
Tijdens de Tweede Wereldoorlog werd station Kaiserhof ernstig beschadigd. Pas vijf jaar na de oorlog kon het metrostation heropend worden. Het station had ondertussen een volledige gedaanteverwisseling ondergaan en is sindsdien bekleed met rood marmer, dat naar verluidt uit Hitlers in 1949 afgebroken Neue Reichskanzlei stamde. Na de oorlog kwam het station in de Sovjet-bezettingszone te liggen. Op 18 augustus 1950 hernoemden de DDR-autoriteiten het station tot Thälmannplatz, naar de Duitse communist Ernst Thälmann.
Terwijl het metrostation zich oorspronkelijk in het hart van de stad bevond, kwam het door de nabije sectorgrens in de periferie van Oost-Berlijn te liggen. Aanvankelijk reden er nog doorgaande treinen tussen oost en west, maar bij de bouw van de Berlijnse Muur in 1961 werd het spoor richting Potsdamer Platz onderbroken. Thälmannplatz werd het eindpunt van de Oost-Berlijnse lijn A.

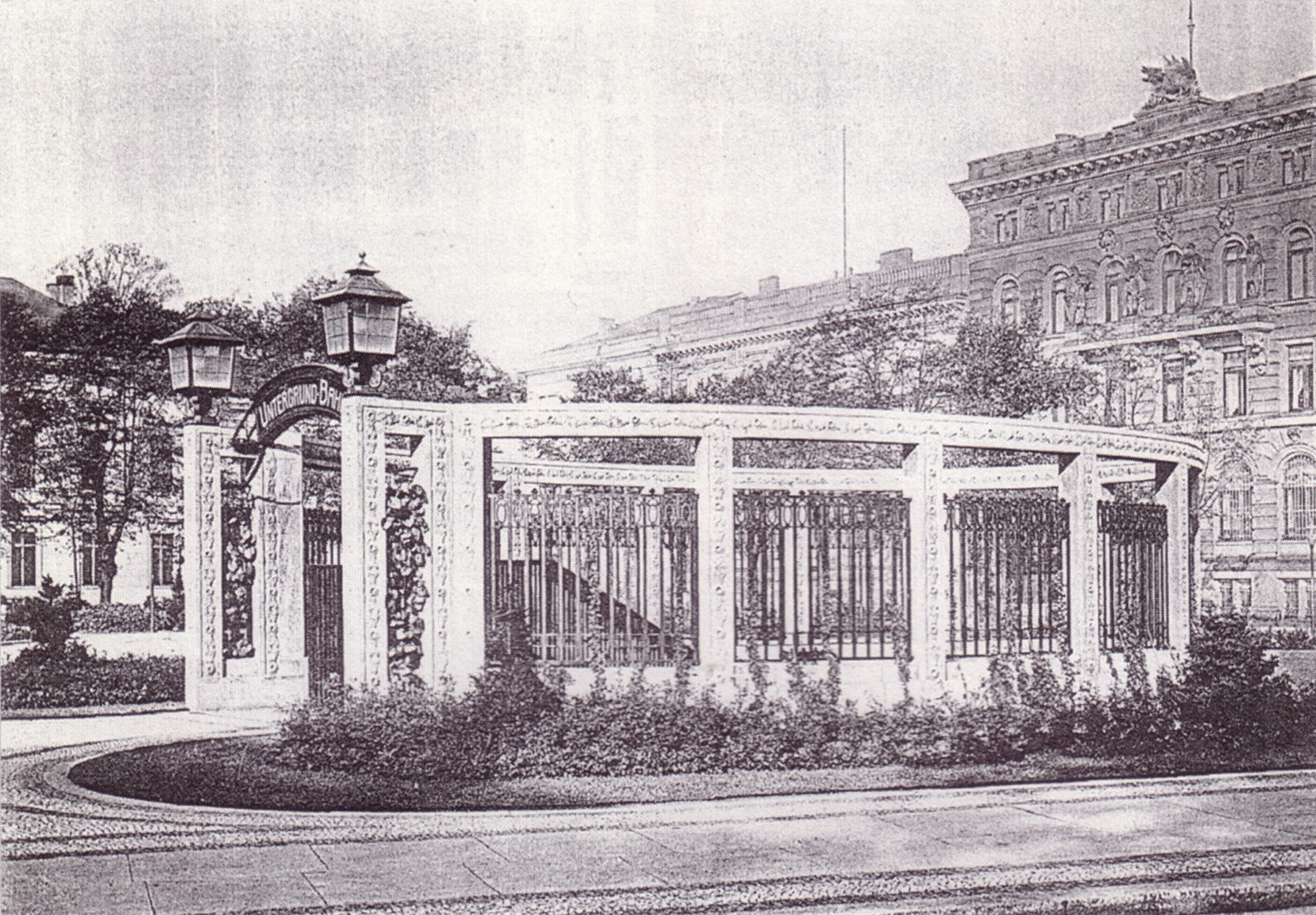
Ingangsportaal van station Kaiserhof, omstreeks 1910

Nadat de Thälmannplatz in de jaren 1980 volgebouwd was kreeg het metrostation wederom een nieuwe naam. Vanaf 15 april 1986 heette het Otto-Grotewohl-Straße, naar de eerste minister-president van de DDR, Otto Grotewohl. De naam Mohrenstraße kreeg het station twee jaar na de val van de Muur, op 3 oktober 1991, naar de bovenliggende straat.
Op 13 november 1993 werden het westelijke en het oostelijke deel van lijn A onder het lijnnummer U2 herenigd. Mohrenstraße was voortaan geen eindstation meer en ligt wederom in het hart van de stad. In de omgeving van het station bevinden zich onder andere enkele ministeries en ambassades, de zetel van de Bundesrat en het Museum für Kommunikation.
Het stadsvervoerbedrijf BVG is van plan het station, dat de status van monument heeft, bij de komende saneringsoperatie in zijn oorspronkelijke staat terug te brengen.
Sinds de jaren negentig van de vorige eeuw hebben talrijke antiracistische organisaties en bewegingen de naam van de straat of het metrostation bekritiseerd. In de loop van de antiracistische demonstraties en het daaropvolgende debat over het structurele racisme in Duitsland na de dood van George Floyd in juni 2020 kondigden de Berlijnse openbaarvervoersautoriteiten op 3 juli 2020 aan dat het station een andere naam zou krijgen, refererend naar de componist Michail Glinka. Dit voornemen leidde weer tot kritiek op die naam, want Glinka was antisemiet. De naamswijziging is daarom (vooralsnog?) niet doorgevoerd.